# David Ott
David Lee Ott (Crystal Falls (Michigan), 5 juli 1947) is een Amerikaans componist, muziekpedagoog, dirigent, organist en pianist. Hij was een zoon van het echtpaar George Lawrence Ott en Marian Shivy Ott.

## Levensloop
Ott begon op zesjarige leeftijd met pianolessen en groeide op in Janesville. Gedurende de High School leerde hij ook de klarinet en de trombone te bespelen. Als pianist en organist begeleidde hij zowel het koor van de High School alsook de eredienst in de kerk. Hij studeerde bij Gerald Darrow en Joan Orbis (piano) aan de Universiteit van Wisconsin in Platteville te Platteville. Aldaar behaalde hij zijn Bachelor of Music in 1969 in het hoofdvak muziekopleiding. Vervolgens studeerde hij bij Alfonso Montecino aan Indiana University in Bloomington en behaalde zijn Master of Music als uitvoerend pianist in 1971. Zijn studies voltooide hij aan de Universiteit van Kentucky in Lexington van 1975 tot 1977 en promoveerde in 1982 aldaar tot Ph.D. (Philosophiæ Doctor) in de vakken muziektheorie en compositie.
Hij werd docent vanaf 1971 aan het "Houghton College" in Houghton (New York). Van 1977 tot 1978 was hij docent aan de Universiteit van Kentucky in Lexington en vervolgens docent voor piano, muziektheorie en jazz aan het "Catawba College" in Salisbury. In deze functie bleef hij tot 1982. 
Tot 1975 bewerkte hij meestal populaire werken voor jazz-ensemble, maar vervolgens gradueel focusseerde hij zich op het componeren. In de functie als muziekdirecteur van een plaatselijke kerk kreeg hij stapje voor stapje meer aandacht voor het componeren. Hij werd freelance medewerker van een openbare radio- en televisiestation in Kentucky en werd aldaar gevraagd om muziek voor pedagogische- en opleidingsfilms te schrijven. Dit was in het tijdstip tussen 1976 en 1981. In de tijd van 1978 tot 1982 was hij ook assistent professor aan het "Pfeiffer College" in Misenheimer (North Carolina). Aldaar begon hij als compositieleraar en hoorde zijn eigen werken in de uitvoering inclusief zijn eerste opdrachten: Welcome, All Wonders en Genesis II. 
In de tijd van 1982 tot 1998 was hij professor en huiscomponist aan de DePauw University in Greencastle. Van 1991 tot 1997 was hij eveneens huiscomponist van het Indianapolis Symphony Orchestra. Vanaf 1998 is hij huiscomponist van de "University of West Florida" in Pensacola. In 2001 richtte hij het Philharmonic Orchestra of Northwest Florida op en fungeerde als hun dirigent tot de oplossing van het orkest in 2008. Verder werkt hij als organist en muziekdirecteur van de First United Methodist Church in Fort Walton Beach. 
Vier keer werd hij genomineerd voor de Pulitzerprijs voor muziek en twee keer voor de Grammy Award. De première van zijn Concerto, voor twee celli en orkest onder de leiding van Mstislav Rostropovitsj bracht hem de nominatie voor de Grammy Award in 1988. In 2003 won hij de "Music Alive Award" van de "American Symphony Orchestra League" en "Meet the Composer". In 1995 won hij de Composer's Award van het Lancaster Symphony Orchestra. 

## Composities

### Werken voor orkest

#### Symfonieën
- 1984 Short Symphony: (Symfonie nr. 1)
- 1989 Strijkers Symfonie
- 1990 Symfonie nr. 2
- 1992 Symfonie nr. 3
- 1994 Symfonie nr. 4
- 2009 Symfonie nr. 5 in Bes majeur
- Strijkers Symfonie nr. 2

#### Concerten voor instrument(en) en orkest
- 1983 Concerto nr. 1 in Bes majeur, voor piano en orkest
- 1984 Concerto, voor slagwerk/percussie en orkest
- 1985 Concerto, voor cello en orkest
- 1987 Concerto in D majeur, voor hobo en orkest
- 1987 Concerto, voor altsaxofoon en orkest
- 1988 Concerto, voor altviool en orkest
- 1988 Concerto, voor twee celli en orkest - première: David Teie en Steve Honigberg (cello) en het District of Columbia's National Symphony Orchestra (NSO) o.l.v. Mstislav Rostropovitsj
- 1988 DodecaCelli, voor cello sectie van een symfonieorkest - première: cellisten uit het District of Columbia's National Symphony Orchestra (NSO) tijdens de World Cello Congress aan de Universiteit van Maryland in College Park
- 1989 Concerto, voor altfluit en strijkorkest
- 1990 Triple Brass Concerto, voor trompet, hoorn, trombone en orkest
- 1991 Concerto, voor tenorsaxofoon en orkest
- 1992 Concerto, voor viool en orkest
- 1992 Concerto, voor trombone en orkest
- 1993 Triple Concerto, voor viool, cello, piano en orkest
  1. Andante sostenuto; moto Allegro con Energico
  2. Adagio sostenuto
  3. Allegro con spirito
- 1993 Percussion Concerto, voor slagwerk/percussie en orkest
- 1994 Concerto nr. 2, voor piano en orkest
- 1996 Concerto, voor trompet, hoorn, trombone en orkest
- 1996 Concerto, voor viool, cello en orkest
- 1999 Concerto nr. 2, voor cello en orkest

#### Andere werken voor orkest
- 1979 Welcome
- 1979 All Wonders
- 1980 Genesis II, voor orkest
- 1982 Commemoration & Celebration, ouverture voor orkest
- 1983 Cornerstone of Loveliness, voor sopraan, mezzosopraan, tenor, gemengd koor en orkest
- 1984 From Darkness Shines, voor orkest
- 1985 Water Garden, symfonisch gedicht (geïnspireerd door het gelijknamige architectonische werk van Philip Johnson)
- 1987 Celebration at Vanderburgh, voor orkest
- 1988 Vertical Shrines, voor orkest
- 1989 The Twelve Days of Christmas, voor gemengd koor en orkest
- 1990 Music of the Canvas, drie symfonische schetsen naar schilderijen van Richard Pousette-Dart
- 1990 Wild Orchid Overture, voor orkest
- 1991 Behold Spring, voor orkest
- 1992 Overture on an American Hymn, voor kamerorkest
- 1993 Improvisation on Freudvoll and Leidvoll
- 1993 Indianapolis Concerto
- 1993 Annapolis Overture (geschreven in opdracht van het Annapolis Symphony Orchestra)
- 1993 Festive Christmas Overture
- 1998 Fanfare for the Brave
- 1999 Clothed in Peace
- 1999 Fanfare 2000
- 2000 City By The Bay
- 2001 Resolute Overture
- 2001 Anniversary Gift
- 2007 Christmas in Vienna, voor orkest
- 2007 Principal Among Principles, voor sopraan, alt, tenor, bass, gemengd koor en orkest in twaalf delen - première: 19 mei 2007 in Alexandria
- Fanfare of Celebration
- Fantasy on Adeste Fidelis
- Four Winds
- Garden of Secret Thoughts
- Gathering of Waters
- Noble Highlanders Overture

### Werken voor harmonieorkest
- 1983 Essay, voor tenorsaxofoon en harmonieorkest
- 1985 Judgement and Infernal Dance, voor harmonieorkest
- 1988 Concerto, voor altsaxofoon solo en harmonieorkest - première: 4 april 2003 Joseph Lulloff (altsaxofoon) en University of Wisconsin Symphonic Wind Ensemble onder leiding van Barry Ellis in Platteville (Wisconsin) in de "Richard and Helen Brodbeck Concert Hall of the Center for the Arts" tijdens de "North American Saxophone Alliance Region V Conference"

### Muziektheater

#### Opera's
| Voltooid in | titel               | aktes | première                                                                   | libretto            |
| ----------- | ------------------- | ----- | -------------------------------------------------------------------------- | ------------------- |
| 1985        | Lucinda Hero        |       |                                                                            | Heather Ross Miller |
| 2009        | The Widow's Lantern |       | 25 september 2009, Pensacola, University of West Florida Mainstage Theatre |                     |

#### Balletten
| Voltooid in | titel                       | aktes | première | libretto | choreografie |
| ----------- | --------------------------- | ----- | -------- | -------- | ------------ |
| 1988        | Visions; The Isle of Patmos |       |          |          |              |

### Werken voor koor
- 1987 He Hath Put All Things Under His Feet, voor gemengd koor, blaaskwintet en strijkkwintet
- 1989 Psalm Five, voor gemengd koor, 3 trompetten, 4 hoorns, 3 trombones, tuba, pauken, 2 slagwerkers en harp
- 1995 Psalm 24, voor gemengd koor
- 1996 A Dozen Daze of Christmas
- Christmas Sing-A-Long
- Solitude of Night, voor gemengd koor
- Three Spirituals

### Vocale muziek
- 2001 Bird Song

### Kamermuziek
- 1985 Fantasy, voor cello en piano
- 1985 Sabado, voor blaaskwintet
- 1985 Three Movements, voor koperkwintet
- 1986 Sonata, voor trombone en piano
- 1988 Sonata, voor altviool en piano
- 1990 Sinfonia, voor cello en piano
- 1990 The Emerald Trio, voor dwarsfluit, harp en cello
- 1993 Twelve Preludes, voor cello en harp
- 1997 Concerto, voor viool, cello en piano
- 1998 Three Moods, voor saxofoonkwartet
  1. Touch of Meloncholy
  2. Carefree and Creative!
  3. Downright Slap-Happy
- Aria uit de "Sonate", voor cello en piano
- Sonata, voor cello en piano
- Strijkkwartet nr. 1
- Suite, voor fagot en piano
- Suite for Brass, voor koperkwintet

### Werken voor piano
- 1997 24 Preludes and Fugues
- Prelude and Fugue in A majeur